# Conchaspididae
Conchaspididae es una familia de insectos pequeña y poco estudiada en la superfamilia Coccoidea.

## Descripción
Los miembros de la familia Conchaspididae secretan una cera, que es común con otras cochinillas, pero la secreción no incluye la exuvia.

## Ecología
Cinco de las 30 especies son parásitos de las arecáceas, pero no se consideran plagas. La especie Conchaspis cordiae infesta los árboles de caoba y ha sido introducida accidentalmente en Florida desde el Caribe, pero no parece causar un daño grave.

## Historia taxonómica
Carl Linnaeus describió un solo miembro de la familia, que ahora se llama Conchaspis capensis, en su Centuria Insectorum, pero ninguna otra especie fue descrita hasta la década de 1890. Once de las 29 especies actualmente reconocidas son insectos de Madagascar, descritas por Raymond Mamet. Esto probablemente refleja una diversidad particular de estas cochinillas en Madagascar.
Conchaspididae fue considerada al principio como una subfamilia de la familia Coccidae, pero fue elevada al rango de familia por Gordon Floyd Ferris en 1937.

## Géneros
- Asceloconchaspis Williams, 1992
- Conchaspis Cockerell, 1893
- Fagisuga Lindinger, 1909
- Paraconchaspis Mamet, 1959